# Angyali üdvözlet
„Angyali üdvözlet“ (буквално „Благовещение“) e унгарски филм от 1984 година, драма на режисьора Андраш Йелеш по негов собствен сценарий, базиран на пиесата в стихове на Имре Мадач „Трагедията на човека“.
Действието показва сцени от историята на човечеството, видени от Адам в сън, предизвикан от Луцифер след прогонването от Рая. Филмът е заснет с изцяло детски актьорски състав, като главните роли се изпълняват от Петер Бочор, Юлия Мерьо, Естер Дялог.
„Angyali üdvözlet“ е номиниран за наградата „Златен лъв“ на кинофестивала във Венеция.